# Cracks (Film)
Cracks ist ein Independent-Film aus dem Jahr 2009 der Regisseurin Jordan Scott. Der Film basiert auf dem gleichnamigen Roman von Sheila Kohler.

## Handlung
In den 1930er Jahren dreht sich die Geschichte in dem strengen britischen Mädchenpensionat St. Mathildes um eine Clique von Mädchen, die ihre rätselhafte Lehrerin für Wasserspringen Miss G verehren.
Di Radfield hat ein Auge auf Miss G geworfen und ist ihr klarer Favorit und Anführer ihrer Gruppe.
Als Fiamma, ein spanisches adliges Mädchen, in dem Internat eintrifft, richtet Miss G ihre gesamte Aufmerksamkeit auf sie. Miss G wird zunehmend besessen von Fiamma, was zur Folge hat, dass Di eifersüchtig wird und Fiamma psychisch niedermacht. Das Mobbing erreicht schließlich den Höhepunkt, als Di von Fiamma verlangt, aus dem Internat zu verschwinden und nach Spanien zurückzukehren. Da es für Fiamma aber unmöglich scheint zu fliehen, wird sie später in der Nacht gefunden und zurück in das Wohnheim gebracht. Am nächsten Morgen kommt es zwischen Di und Fiamma zu einem Austausch und die beiden machen die ersten Schritte zu einer Freundschaft.
Am Abend veranstaltet die Clique ein Mitternachtsfest im Schlafraum, bei dem Fiamma betrunken in Ohnmacht fällt. Miss G nimmt sie daraufhin mit in ihr eigenes Zimmer. Dabei küsst und entkleidet Miss G die handlungsunfähige Fiamma. Di beobachtet die ganze Situation aus dem Türspalt.
Am nächsten Morgen ist Fiamma sichtlich verärgert. Miss G begreift, dass ihre Karriere vorbei sein wird, sollte Fiamma die sexuelle Belästigung melden. Sie entschließt sich, Di zu manipulieren, und wandelt ihre Zuneigung ihr gegenüber in Zorn um, indem sie ihr erzählt, Fiamma erzähle Lügen über sie, damit sie von dem Internat suspendiert werde. Di möchte dies nicht geschehen lassen und es kommt zur Konfrontation zwischen Dis Clique und Fiamma. Fiamma versucht zu erklären, was wirklich passiert ist, indem sie auf Miss Gs Lügen und Charakterfehler deutet.
Es kommt zur Eskalation, in der Fiamma wegläuft und schließlich von der Clique eingeholt und geschlagen wird. Fiamma bekommt einen Asthmaanfall und die Mädchen hören erschrocken auf. Di bleibt bei Fiamma, während die anderen Mädchen laufen, um Hilfe zu holen.
Miss G, die das Geschehen beobachtet hat, ohne einzugreifen, schickt Di, um Hilfe zu holen, während sie sich um Fiamma kümmert.
Miss G weigert sich, Fiamma den Inhalator zu geben, und beobachtet in aller Ruhe, wie sie stirbt.
Di kehrt rechtzeitig zurück und beobachtet, wie Miss G den Inhalator in Fiammas lebloser Hand platziert. Sie erkennt nun, dass Fiamma die Wahrheit erzählt hat.
Später erzählt Di den anderen Mädchen, was tatsächlich passiert ist, und sie konfrontieren Miss G.
Sie verlassen das Wasserspring-Team und geben symbolisch ihre Schärpe ab.
Die Direktorin weigert sich hingegen, die Schuld der Schule anzuerkennen, da sie um den Ruf der Schule besorgt ist. Miss G wird dennoch beurlaubt.
In der letzten Szene hat Di die Schule verlassen, um die Welt zu erkunden.

## Kritik
Der Film erhielt gemischte Reaktionen von Kritikern und erreichte bei Rotten Tomatoes eine Bewertung von 43 %, basierend auf 47 Kritiken. Bei Metacritic konnte ein Metascore von 54, basierend auf 12 Kritiken, erzielt werden.

## Synchronisation
Die deutschsprachige Synchronisation erfolgte durch City of Voices.